# Frassinetti Elmas Villasor
L'Associazione Sportiva Dilettantistica Frassinetti Elmas Villasor, meglio nota come Frassinetti, è una società calcistica con sede nel comune di Elmas, nella città metropolitana di Cagliari.

## Storia
Nasce nel 1963, sotto la guida della famiglia Orrù, l'Unione Sportiva Atletico Cagliari.
Dopo i primi anni trascorsi tra i campi di provincia, nella stagione 1974-1975 la società disputa il suo primo campionato di Promozione, al tempo la massima competizione calcistica regionale.
Per la stagione 1991-1992, avviene la fusione con l'Associazione Sportiva Sirio, società nata negli anni 1970 come espressione del quartiere popolare C.E.P. di Cagliari, dando vita all'Associazione Sportiva Atletico Sirio. La nuova compagine nata dalla fusione partecipa alla prima edizione del campionato di Eccellenza, grazie al 4º posto ottenuto dalla Sirio nella precedente stagione nel girone A di Promozione 1990-1991
Nella stagione 1996-1997 l'Atletico Sirio si affaccia per la prima volta in Serie D, dove trascorrerà quattro stagioni prima di retrocedere. Nel 1997 muta la sua denominazione in Associazione Sportiva Atletico Elmas e la società si sposterà nel piccolo centro dell'hinterland del capoluogo dove già si trovava il campo da gioco.
Risalgono a questi anni i due campionati di Eccellenza conclusi da capolista le due Coppa Italia Dilettanti Sardegna, rispettivamente nelle stagioni 1995-1996 e 2000-2001.
Tornato presto a disputare il campionato di Serie D, nel 2002 muta nuovamente il nome in Associazione Sportiva Atletico Calcio: il campo di gioco viene spostato a Villasor mentre la sede della società torna nuovamente a Cagliari. Con questa denominazione resterà in Serie D fino alla stagione 2006-2007 quando retrocederà nuovamente in Eccellenza.
Nel 2008 si fonde con l'Unione Sportiva Decimese spostando così il campo di gioco a Decimomannu ma non la sede societaria che rimane a Cagliari. La società assume la denominazione Associazione Sportiva Dilettantistica Atletico Decimomannu.
Dopo aver trascorso tre stagioni in Eccellenza, nel 2011 si ha la fusione con l'Associazione Sportiva Dilettantistica Elmas. La nuova società prende il nome di Associazione Sportiva Dilettantistica Atletico Elmas..
Nell'estate 2012 l'Atletico Elmas viene privata dei fondi, poiché il presidente Orrù si ritira dalla guida della società, e deve ripartire dalla Terza Categoria con il solo Desogus al timone. Dopo un'annata nel purgatorio dei campionati inferiori, in vista dell'anno successivo viene ripescato in Seconda Categoria.
Nel 2014 si fonde con l'Associazione Sportiva ANSPI G. Frassinetti di Cagliari che, priva di un campo da gioco, si trova in sintonia con le necessità della società di Elmas che ne è provvista, ma che nel frattempo cercava un settore giovanile da cui attingere come quello dei cagliaritani. Da questa unione nasce appunto l'Associazione Sportiva Dilettantistica Frassinetti Elmas che disputa il campionato di Promozione.
Nelle tre stagioni disputate in Promozione arrivano anche una Coppa Italia Promozione Sardegna e una Supercoppa Regionale Sardegna, entrambe nella stagione 2014-2015. Tuttavia nel 2017 la società non si iscrive in Prima Categoria, campionato nel quale era retrocessa nella stagione appena trascorsa, e prosegue la sua attività con il solo settore giovanile.
Nel 2019, dalla fusione con l'Unione Sportiva Dilettantistica Villasor, nasce l'Associazione Sportiva Dilettantistica Frassinetti Elmas Villasor che attualmente milita nel campionato di Prima Categoria.

## Colori e simboli

### Colori
I colori ufficiali della società sono storicamente il bianco e il verde.

## Palmarès

### Competizioni regionali
- Eccellenza: 2

1995-1996, 2000-2001
- Coppa Italia Dilettanti Sardegna: 2

1995-1996, 2000-2001
- Coppa Italia Promozione Sardegna: 1

2014-2015
- Supercoppa Regionale Sardegna: 1

2014-2015

### Altri piazzamenti
- Promozione:

Secondo posto:1993-1994 (girone A)
- Promozione:

Terzo posto: 1985-1986 (girone A)

## Statistiche e record

### Partecipazione ai campionati

#### Nazionali
| Livello | Categoria                       | Partecipazioni | Debutto   | Ultima stagione | Totale |
| ------- | ------------------------------- | -------------- | --------- | --------------- | ------ |
| 4º      | Campionato Nazionale Dilettanti | 3              | 1996-1997 | 1998-1999       | 10     |
| 4º      | Serie D                         | 7              | 1999-2000 | 2006-2007       | 10     |

#### Regionali
| Livello | Categoria       | Partecipazioni | Debutto   | Ultima stagione | Totale |
| ------- | --------------- | -------------- | --------- | --------------- | ------ |
| 1º      | Promozione      | 16             | 1974-1975 | 1990-1991       | 25     |
| 1º      | Eccellenza      | 9              | 1991-1992 | 2011-2012       | 25     |
| 2º      | Prima Categoria | 4              | 1971-1972 | 1984-1985       | 9      |
| 2º      | Promozione      | 5              | 1992-1993 | 2016-2017       | 9      |

### Partecipazione alle coppe nazionali
| Competizione            | Partecipazioni | Debutto   | Ultima stagione | Totale |
| ----------------------- | -------------- | --------- | --------------- | ------ |
| Coppa Italia Dilettanti | 3              | 1996-1997 | 1998-1999       | 10     |
| Coppa Italia Serie D    | 7              | 1999-2000 | 2006-2007       | 10     |